# Ӡ (слово ћирилице)
Ӡ ӡ (Ӡ ӡ; укосо: Ӡ ӡ) је слово ћириличног писма. Зове се абхаско Дз.
Користи се у абхаском језику, где представља звучну алвеоларну африкату /дз/, која се изговара као ⟨дз⟩ у „подземље”.  Ово слово је такође коришћено у једном предлогу из 1937. године за карелски језик, али није усвојен.
Слово је по облику веома слично латинском Еж (Ʒ ʒ), али велико слово абхаског Дз нема предњи део или има скраћен реп.

## Рачунарски кодови
| Знак                      | Ӡ                                     | Ӡ                                     | ӡ                                   | ӡ                                   |
| ------------------------- | ------------------------------------- | ------------------------------------- | ----------------------------------- | ----------------------------------- |
| Назив у Уникоду           | CYRILLIC CAPITAL LETTER ABKHASIAN DZE | CYRILLIC CAPITAL LETTER ABKHASIAN DZE | CYRILLIC SMALL LETTER ABKHASIAN DZE | CYRILLIC SMALL LETTER ABKHASIAN DZE |
| Врста кодирања            | децимална                             | хексадецимална                        | децимална                           | хексадецимална                      |
| Уникод                    | 1248                                  | U+04E0                                | 1249                                | U+04E1                              |
| UTF-8                     | 211 160                               | D3 A0                                 | 211 161                             | D3 A1                               |
| Нумеричка референца знака | &#1248;                               | &#x4E0;                               | &#1249;                             | &#x4E1;                             |

## Слична слова
- Ѕ ѕ : Ћириличко слово Дз

- Ʒ ʒ : Латиничко слово Еж